# Энтомопатогенные вирусы
Энтомопатогенные вирусы — регулятор численности вредных насекомых, паразитирующих на растениях.

## Препараты и использование
В настоящее время выпускается несколько препаратов, содержащих энтомопатогенные вирусы. Прежде всего это ряд отечественных препаратов типа вирин, например, вирин-ЭНШ для борьбы с непарным шелкопрядом, вирин-АББ — американской белой бабочки, вирин-ЭКС — капустной совки, вирин-ЯМ — яблоневой моли, вирин-КШ — кольчатого шелкопряда, вирин-ГЯП — яблонной плодожорки, вирин-ХС — хлопковой совки и препарат элкар против совок из рода Heliothis.